# توم ناجيل
توم ناجيل (بالإنجليزية: Tom Nagel)‏ هو منتج أفلام ومخرج وممثل أمريكي، ولد في 27 أكتوبر 1980 بكليفلاند في الولايات المتحدة.

## أعمال

### أفلام
- (2016) مدينة المهرجين[4]
- (2018) ذا توي بوكس

## وصلات خارجية
- توم ناجيل على موقع IMDb (الإنجليزية)
- توم ناجيل على موقع قاعدة بيانات الفيلم (الإنجليزية)
- توم ناجيل على موقع كينوبويسك (الروسية)